# Louis Paul Boon

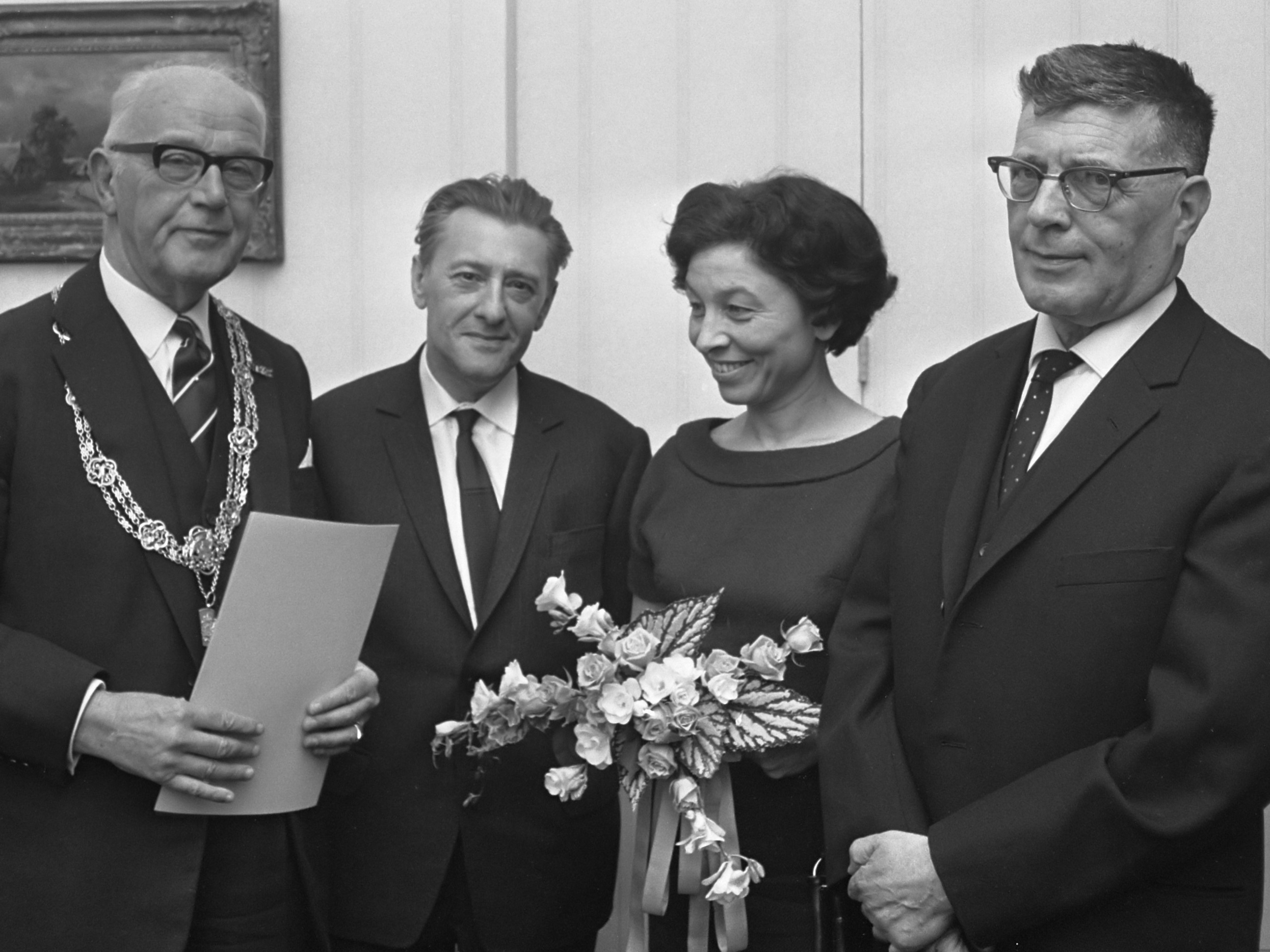
Hans Kolfschoten, Louis Paul Boon, Hanny Michaelis & Jacques Presser (1967)

Louis Paul Boon (Aalst, 15 de marzo de 1912-Erembodegem, 10 de mayo de 1979) fue un poeta y novelista flamenco considerado uno de los más importantes en lengua neerlandesa del siglo XX. 

## Biografía
Lodewijk Paul Aalbrecht Boon nació en el seno de una familia de clase obrera y a los 16 años tuvo que ponerse a trabajar con su padre como pintor de automóviles a la vez que estudiaba en la Academia de Bellas Artes de Aalst, que más tarde tuvo que abandonar. 
Boon descubrió que tenía talento para la escritura y encontró un empleo como periodista en De Rode Vaan (1945-1946), Front (1946-1947) y De Vlaamse Gids (1948). Más tarde encuentra un puesto en Vooruit antes de afianzarse como periodista independiente. En sus últimos años, Boon repartía sus esfuerzos entre su prolífica actividad literaria y sus artículos de prensa para Het Parool, De Zweep, Zondagspost, entre otras publicaciones. 
Su obra es muy diversa y aborda desde artículos periodísticos hasta novela erótica. En sus novelas históricas se pueden ver sus ideales contra la opresión de la clase obrera en Flandes. Claro ejemplo es su novela "Pieter Daens", en la que se basa "Daens_(película)", dirigida por Stijn_Coninx en 1992 y con Jan_Decleir en el papel de sacerdote.

## Premios
- 1942 – Leo J. Kryn-prijs pour De voorstad groeit
- 1957 – Henriette Roland Holst-prijs por De kleine Eva uit de kromme Bijlstraat
- 1966 – Premio Constantijn Huygens por toda su obra
- 1972 – Multatuliprijs por Pieter Daens, of Hoe in de negentiende eeuw de arbeiders van Aalst vochten tegen armoede en onrecht

## Obras
- 1939 - Het brood onzer tranen
- 1941 - De voorstad groeit
- 1944 - Abel Gholaerts
- 1946 - Vergeten straat
- 1946 - Mijn kleine oorlog
- 1953 - De Kapellekensbaan (El camino de la capillita; traducción de Francisco Carrasquer; Barcelona: Destino, 1979)	* 1955 - Menuet
- 1956 - Niets gaat ten onder
- 1956 - De kleine Eva uit de Kromme Bijlstraat (poema narrativo)
- 1956 - Zomer te Ter-Muren
- 1957 - De bende van Jan de Lichte
- 1961 - De zoon van Jan de Lichte
- 1966 - Dorp in Vlaanderen
- 1967 - Geniaal, maar met korte beentjes
- 1967 - Wat een leven
- 1969 - Over mijn boeken
- 1971 - Pieter Daens of hoe in de negentiende eeuw de arbeiders van Aalst vochten tegen armoede en onrecht (Pieter Daens o cómo lucharon en el s.XIX los trabajadores de Aalst contra la pobreza y la injusticia)
- 1972 - Mieke Maaike's obscene jeugd
- 1973 - Zomerdagdroom
- 1973 - De meisjes van Jesses
- 1974 - Davids jonge dagen
- 1975 - Memoires van de Heer Daegeman
- 1976 - De zwarte hand of het anarchisme van de negentiende eeuw in het industriestadje Aalst
- 1979 - Het Geuzenboek
- 1980 - Eros en de eenzame man
- 1989 - Vertellingen van Jo
- 2004 - Fenomenale Feminateek
- 2005 - Eenzaam spelen met Pompon